# بخش لیبرتی (شهرستان کرافورد، اوهایو)
بخش لیبرتی (به انگلیسی: Liberty Township) یک منطقهٔ مسکونی در ایالات متحده آمریکا است که در شهرستان کرافورد، اوهایو واقع شده‌است.
 بخش لیبرتی ۸۴٫۷ کیلومتر مربع مساحت و ۱٬۳۶۹ نفر جمعیت دارد و ۳۱۴ متر بالاتر از سطح دریا واقع شده‌است.